# 清水逸郎
清水 逸郎（しみず いつろう、生没年不詳）は日本の気象学者。元仙台管区気象台長、気象庁予報部長。高等海難審判庁参審員を務めた。

## 略歴・人物
1936年（昭和11年）、静岡県立静岡中学校入学、1940年（昭和15年）、静岡大火を経験する。1941年（昭和16年）3月、卒業。一高に進学し、気象の研究を志したが、大東亜戦争の勃発で航空機設計に進路を変更、東京帝大航空機体学科に進んだ。徴兵検査を受け、卒業後、浜松の飛行隊に入隊する予定だったが、その前に終戦を迎えた。戦後、気象庁に入り、観測部に勤務。1963年（昭和38年）〜1964年（昭和39年）、富士山頂気象レーダー設置に携わる。1976年（昭和51年）、仙台管区気象台長に就任。二年後、宮城県沖地震 (1978年)（マグニチュード７・４）を経験した。
気象庁を定年退職した後、宇宙開発事業団非常勤理事に就き、ロケット打ち上げ時の天気予報を担当。1991年（平成3年）、高等海難審判庁参審員。

## エピソード（アメダス命名のときのこと）
「アメダスは、細域の気象資料を自動的に観測通報するために、気象庁が地域気象観測システムの名のもとに展開してきた観測網であるが、その運用を開始する前に、これに英語の名前をつけることになり、担当の観測部の部課長会議で検討することになった。このときの部長は木村（耕三）さんで、私は高層課長として参加していた。
最初、担当の測候課からAutomatic Meteorological Observing System(AMOS)が提案された。この名前は、私が以前米国の気象局を訪問したとき、そこで使用されていたのと同じであったので、そのことを話したところ、それならば再検討するから、それぞれ新しい名前を来週までに考えてくるようにと木村さんにいわれた。
担当の提案を否定した責任上、私は一心に考え多くの文献を調べた結果、米国気象局の報告書の中に、地上観測や高層観測をまとめる項目の題目としてData Acquisitionとあるのを見付けてこれだと思い、それを基礎にして Automatic Meteorological Dat Acquisition System(AMDAS)を組み立てて提出したところ採用された。
このとき、木村さんは、AMDASのMのあとに小文字のeを付けてAMeDASとすれば、雨出すとなっておもしろいからそうしようといわれて、AMeDASが決定された。これがいまアメダスとして広く親しまれていることは誠にうれしいことである。」 ー　1996年10月 日本気象学会 会員の広場 清水逸郎 